# Hugues Ier de Châteaudun
Hugues Ier de Châteaudun, mort en 1023, fut vicomte de Châteaudun de 989 à 1003, puis archevêque de Tours de 1003 à 1023. Il était fils de Geoffroy Ier, vicomte de Châteaudun, et d'Hildegarde.

## Biographie
Son père était probablement issu des Rorgonides (voir Maison du Maine). C'était un fidèle du comte Thibaut Ier « le Tricheur », comte de Blois. Ce dernier devint comte de Chartres et de Châteaudun, et le vicomte Geoffroy était son vassal dans la seconde ville. Geoffroy meurt peu après 987, et Hugues lui succéda. Il est cité à de nombreuses reprises entre 989 et 1003. On ne sait s'il se maria, mais on lui connaît deux enfants, Helgaud et Hugues, probablement illégitimes, car ils ne lui succédèrent pas à Châteaudun.
En 1003, après la mort d'Archambaud de Sully, il est élu archevêque de Tours, avec le soutien comte de Blois Eudes II et Robert II le Pieux, roi de France, alors alliés.
En 1014, la Basilique Saint-Martin de Tours est consacrée par ses soins.

## Sources
- Christian Settipani, « Les vicomtes de Châteaudun et leurs alliés », dans Onomastique et Parenté dans l'Occident médiéval, Oxford, Linacre College, Unit for Prosopographical Research, coll. « Prosopographica et Genealogica / 3 », 2000, 310 p. (ISBN 1-900934-01-9), p. 247-261.